# لويغي كاتانيو
لويغي كاتانيو (بالإيطالية: Luigi Cattaneo)‏ (10 ديسمبر 1918 سكيو إيطاليا - ) هو لاعب كرة قدم إيطالي، يلعب كلاعب وسط.

## مسيرته

### مسيرته مع الأندية
- 1936 - 1938 لعب مع نادي كومو 24 مباراة سجل خلالها 6 أهداف.
- 1938 - 1939 لعب مع نادي كريما 1908 [الإنجليزية]‏ 8 مباريات.
- 1939 - 1941 لعب مع نادي باري مباراتين.
- 1941 - 1942 لعب مع ايه إس فورتيس تراني [الإنجليزية]‏ 24 مباراة سجل خلالها 7 أهداف.
- 1942 - 1943 لعب مع نادي ليتشي 31 مباراة سجل خلالها 14 هدف.
- 1943 - 1944 لعب مع Calcio Schio 1905  [لغات أخرى]‏ 10 مباريات سجل خلالها 3 أهداف.
- 1945 - 1946 لعب مع هيلاس فيرونا 4 مباريات سجل خلالها هدفين.